# Кент
Кент (англ. Kent, МФА /kɛnt/) — графство на південному сході Англії, яке ще називають «садом Англії».
Площа 3730 км². Населення 1 485 600 осіб (1991).
Міста: Мейдстон (адміністративний центр), Кентербері, Рочестер, Дувр, Четем, Рочестер, Ширнесс, Танбрідж Уеллс.
Курорти: Фолкстоун, Маргейт, Ремсгейт.
Зоопарки: Парк диких тварин у Порт-Лімпн.
Особливості: острови Грейн, Шіппей, замок Лідс, перетворений Генріхом VIII в палац, Чартвелл (заміський будинок Черчилля) та ін.
Річки: Дарент, Медуей, Стаур.
Вирощують яблука, фрукти. Добувають вугілля, виробляють цемент, папір.
Відомі люди: Чарльз Діккенс, Едвард Гіт, Крістофер Марлоу, Фредерік Форсайт.

## Галерея

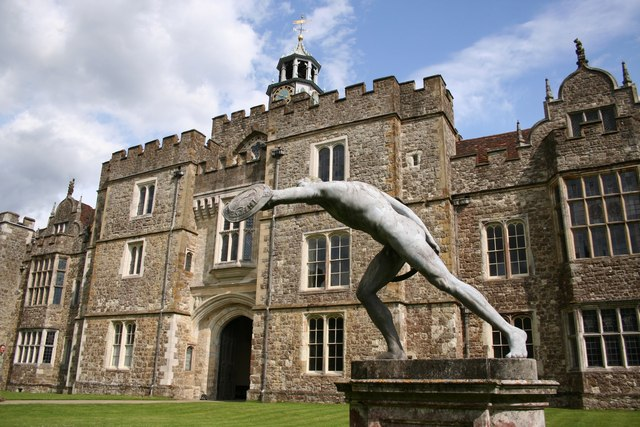
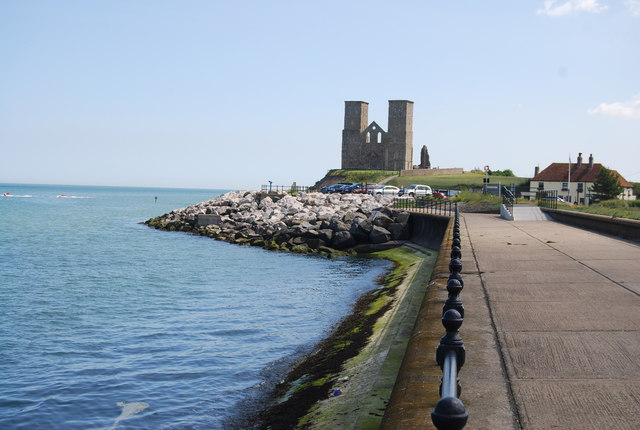
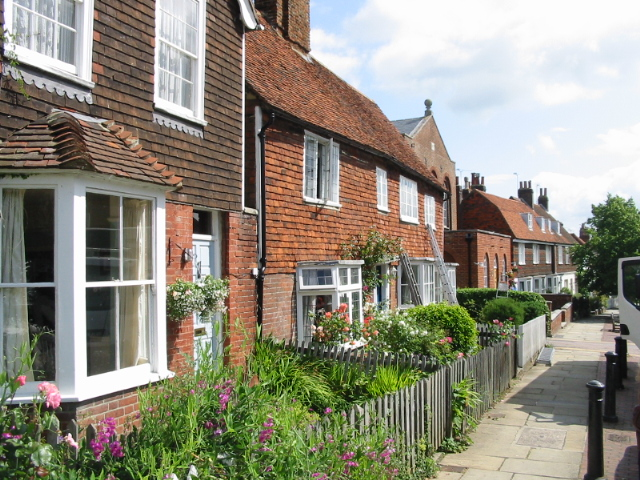
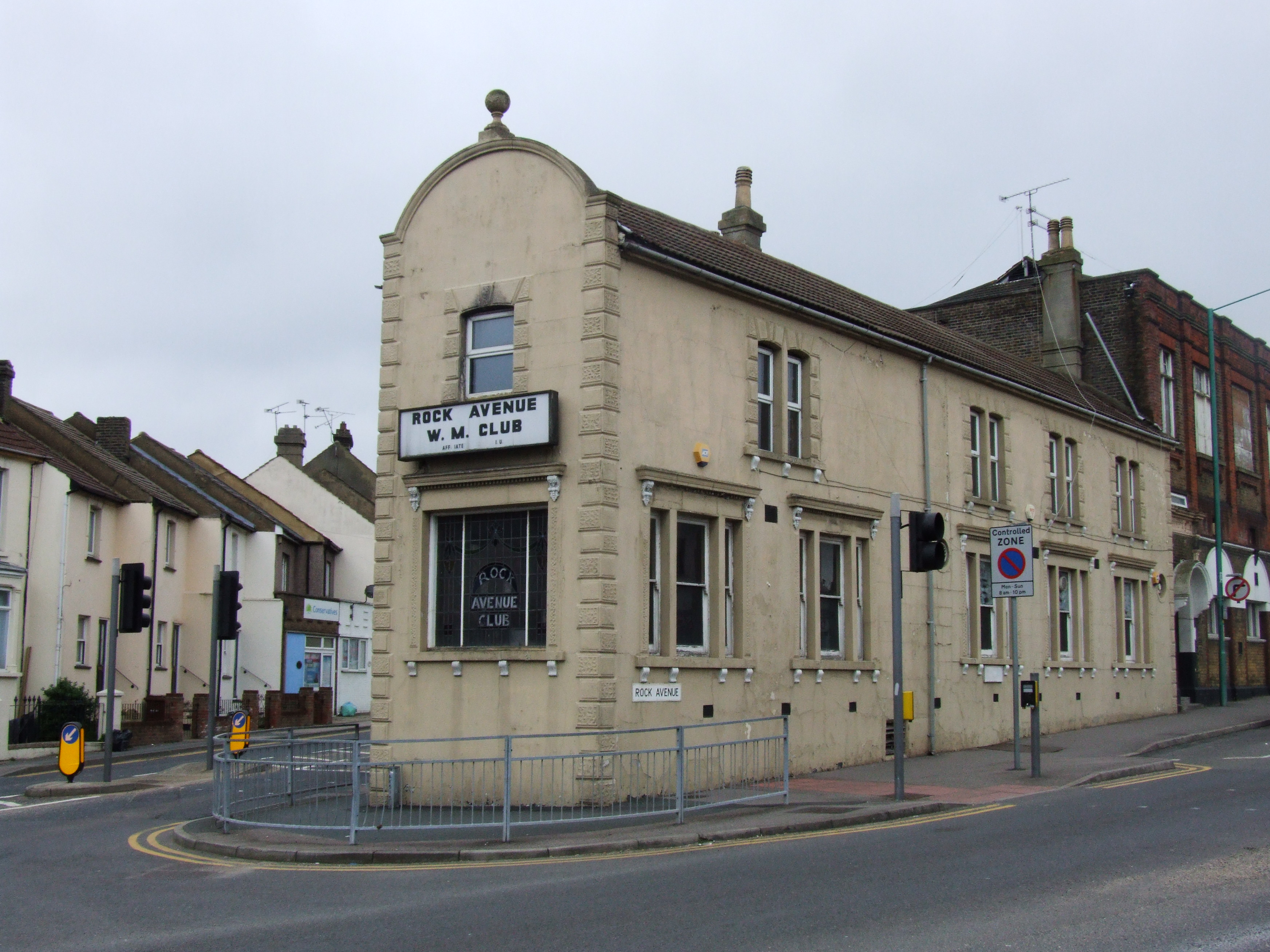
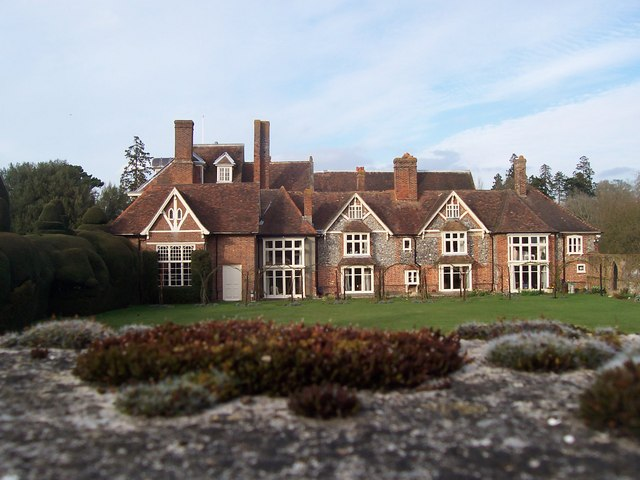
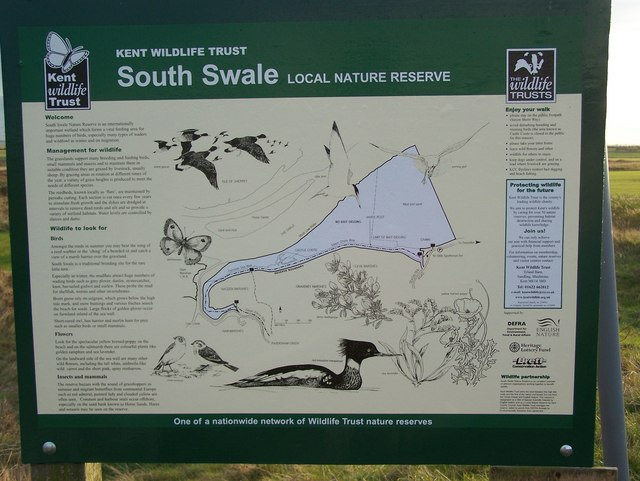